# Tedeschi del Kirghizistan
Il tedeschi del Kirghizistan sono le persone di origine tedesca che hanno vissuto o vivono ancora oggi nell'attuale Kirghizistan.

## Storia della migrazione
Durante il 1800, gruppi di mennoniti provenienti dalla Germania si stabilirono in tutto l'impero russo; iniziarono a venire nel territorio che oggi è il Kirghizistan alla fine del XIX secolo. Molti altri tedeschi furono portati nel paese con la forza, come parte delle deportazioni interne dell'epoca di Stalin. Il censimento sovietico del 1979 rilevava 101.057 tedeschi nella Repubblica Socialista Sovietica Kirghisa (2,9% della popolazione), mentre al censimento del 1989 ammontavano a 101.309 (2,4%).
Dopo la conquista dell'indipendenza del Kirghizistan nel 1991, ci fu un significativo deflusso di tedeschi etnici verso la Germania, a causa della legge sulla nazionalità tedesca relativamente liberale che garantiva la cittadinanza a chiunque avesse una prova di ascendenza tedesca. Un sondaggio del 1993 rilevò che l'85% dei tedeschi in Kirghizistan intendeva emigrare; tra questi, la destinazione di gran lunga più popolare era la Germania (80%), con la Russia al secondo posto al 6%. Al momento del censimento del Kirghizistan del 1999, ne erano rimasti solo 21.471 (0,4% della popolazione). Funzionari diplomatici tedeschi in Kirghizistan, citati nel 2009, affermarono che il numero fosse ulteriormente diminuito nel decennio successivo, fino a forse solo 10.000. Tale numero fu supportato dal censimento del 2009, che rilevò solo 9.487 tedeschi rimasti (0,18% della popolazione).

### Presente
Tuttavia, alcuni segnali hanno suggerito che l'esodo potrebbe volgere al termine. Di fronte alle difficoltà di integrazione dei tedeschi di lingua russa dell'ex Unione Sovietica, il governo tedesco ha rafforzato i requisiti di immigrazione; inoltre, la maggior parte dei tedeschi etnici che sperano di lasciare il Kirghizistan lo hanno già fatto. Nel 2007, solo 196 tedeschi in Kirghizistan hanno ottenuto permessi di immigrazione dall'ambasciata tedesca; il numero è sceso ulteriormente a 111 nel 2008. Al 2021 8.132 tedeschi vivono in Kirghizistan. 

## Distribuzione geografica
I primi insediamenti tedeschi in Kirghizistan si trovavano vicino Talas: Nikolaipol, Keppental, Gradental, Orlovka e Dmitrovskoye. Alla fine degli anni '20 si spostarono verso la Valle di Čuj, nelle vicinanze di Frunze (oggi Biškek), dove stabilirono una serie di nuovi villaggi-periferia, tra cui Bergtal (Rotfront), Fridenfeld e Luxemburg. Altri vivevano a Kant e Tokmok. Tuttavia, nell'esodo degli anni '90, i villaggi tedeschi si sono svuotati e non ci sono più insediamenti compatti di tedeschi nel paese.

## Lingua
I tedeschi etnici del Kirghizistan tendono a far risalire le loro radici alle parti occidentali della Germania vicino al confine con i Paesi Bassi, e come tali tendono a parlare una varietà di basso-tedesco. Tuttavia, molti giovani mostrano una deriva linguistica verso il russo, che usano per comunicare con i coetanei di altre etnie. Un ramo del Goethe-Institut di Bishkek promuove la cultura tedesca e l'insegnamento della lingua tedesca. Tuttavia, lo studio della lingua tedesca come seconda lingua ha perso popolarità anche tra i giovani di etnia tedesca, poiché il cinese e l'inglese hanno acquisito maggiore importanza economica.

## Organizzazioni
Nella città meridionale di Jalal-Abad, i tedeschi etnici locali hanno formato il Centro culturale tedesco Hope nel 1996. Nel paese si sono tenuti quattro congressi della gioventù tedesca del Kirghizistan (съезд немецкой молодежи Киргизии); tuttavia, il più recente, nel 2010, ha attirato solo 50 partecipanti. Il governo tedesco fornisce un sostegno monetario alle organizzazioni tedesche in Kirghizistan.